# آناستراپیب
آناستراپیب (انگلیسی: Anacetrapib) یک مهارکننده CETP است که برای درمان سطوح کلسترول بالا در تلاش برای جلوگیری از بیماری قلبی عروقی ساخته شده است. در سال ۲۰۱۷ توسعه آن توسط مرک اند کو کنار گذاشته شد.